# 27. октобар
27. октобар (27.10.) је 300. дан у години по грегоријанском календару (301. у преступној години). До краја године има још 65 дана.

## Догађаји
- 1795 — САД и Шпанија су потписале споразум из Мадрида, који је утврдио границе између шпанских колонија и САД.
- 1806 — Наполеонове трупе ушле у Берлин после победе над Прусима у бици код Јене.
- 1807 — У дворцу у Фонтенблоу Наполеон Бонапарта и шпански краљ Карло IV потписали споразум о подели Португалије.
- 1810 — САД су анектирале бившу шпанску колонију Западну Флориду.
- 1871 — Велика Британија анектирала дијамантска поља у Кимберлију у Јужној Африци.
- 1891 — У Јапану у земљотресу на највећем острву Хоншу погинуло најмање 10.000 људи, а 300.000 остало без домова.
- 1904 — Пуштена је у рад прва линија Њујоршког метроа.
- 1918 — Британске, француске и италијанске снаге поразиле, у Првом светском рату, аустроугарску војску у бици код Виторија Венета.
- 1944 — Немачка војска је заузела Банску Бистрицу, центар Словачког националног устанка, чиме је тај устанак угушен. Ослобођена Рума.
- 1962 — Мајор Рудолф Андерсон из Америчког ратног ваздухопловства је постао једина директна жртва Кубанске кризе када је његов авион U-2 оборен изнад Кубе.
- 1966 — Генерална скупштина Уједињених нација одузела Јужној Африци мандат над Југозападном Африком.
- 1969 — Катастрофални земљотрес погодио Бању Луку.
- 1971 — Конго променио назив државе у Република Заир.
- 1973 — Мировне снаге УН стигле у Каиро да успоставе линију раздвајања египатских и израелских снага.
- 1978 — Египатски председник Анвар ел Садат и израелски премијер Менахем Бегин добили Нобелову награду за мир.
- 1979 — Свети Винсент и Гренадини су добили независност од Уједињеног Краљевства.
- 1981 — Совјетска подморница С-363 се насукала у шведским територијалним водама.
- 1991 — Туркменистан је прогласио независност од Совјетског Савеза.
- 1998 — 
  - Савет НАТО одложио, на неодређено време, активирајућу наредбу о војној интервенцији против циљева у Југославији пошто су српске власти повукле војску на Косову у касарне и смањиле полицијске снаге у Покрајини.
  - Герхард Шредер преузео дужност канцелара Немачке пошто је Хелмут Кол, изгубивши на изборима, поднео оставку.
- 1999 — 
  - Хаљина, коју је холивудска звезда Мерилин Монро носила док је певала „Happy Birthday, Mr. President“ председнику САД Џону Кенедију, продата за 1.267.500 долара, што је рекордна сума за део одеће продат на аукцији.
  - Наоружани нападачи упали у парламент Јерменије у Јеревану и убили девет особа, укључујући премијера Вазгена Сарксијана, председника Парламента Карена Демиркијана, два његова заменика и једног министра.
- 2000 — Због јаке олује, ронилачка екипа није успела да уђе у подморницу „Курск“. Дан раније откривени докази да су 23 морнара преживела прву експлозију због које је та руска атомска подморница потонула 12. августа у Баренцовом мору. Стручњаци проценили да морнари нису могли живети дуже од осам сати од почетка катастрофе у којој је свих 118 чланова посаде изгубило живот.
- 2001 — Шведски дневник „Експресен“ пренео изјаву Кристера Петерсона, који је ослобођен оптужби за убиство шведског премијера Улофа Палмеа 1986, да он јесте убио премијера.
- 2017 — Каталонски парламент прогласио независност од Шпаније, чиме је основана краткотрајна Каталонска Република.

## Рођења
- 1156 — Ремон VI од Тулуза, гроф Тулуза и маркиз од Провансе. (прем. 1222)
- 1401 — Катарина од Валоа, француска принцеза и енглеска краљица. (прем. 1437)
- 1760 — Аугуст фон Гнајзенау, пруски војсковођа. (прем. 1831)
- 1782 — Николо Паганини, италијански виолиниста и композитор. (прем. 1840)
- 1811 — Ајзак Мерит Сингер, амерички проналазач. (прем. 1875)
- 1835 — Симон Јенко, словеначки песник, текстописац и писац. (прем. 1869)[1]
- 1842 — Ђовани Ђолити, италијански државник. (прем. 1928)
- 1846 — Мита Ракић, српски књижевник. (прем. 1890)
- 1858 — Теодор Рузвелт, председник САД од 1901. до 1909. (прем. 1919)
- 1885 — Владимир Ћоровић, српски историчар, редовни члан Српске краљевске академије и ректор Београдског универзитета. (прем. 1941)[2]
- 1894 — Фриц Заукел, нацистички званичник. (прем. 1946)
- 1914 — Дилан Томас, велшки песник и писац. (прем. 1953)
- 1918 — Тереза Рајт, америчка глумица. (прем. 2005)
- 1923 — Рој Ликтенстајн, амерички сликар. (прем. 1997)
- 1925 — Ворен Кристофер, амерички политичар. (прем. 2011)
- 1927 — Стеван Мирковић, генерал ЈНА. (прем. 2015)
- 1931 — Навал ел Садави, египатска списатељица, активисткиња, лекарка и психијатрица.
- 1932 — Хари Грег, северноирски фудбалер и фудбалски тренер. (прем. 2020)
- 1932 — Силвија Плат, америчка књижевница. (прем. 1963)
- 1938 — Михаило Војводић, српски је историчар, редовни професор Филозофског факултета Универзитета у Београду и дописни члан САНУ. (прем. 2025)[3]
- 1939 — Џон Клиз, енглески глумац, писац, комичар, продуцент и певач.
- 1945 — Луис Инасио Лула да Силва, бразилски политичар.
- 1951 — К. К. Даунинг, енглески музичар, најпознатији као суоснивач и гитариста групе Judas Priest.
- 1952 — Роберто Бенињи, италијански глумац, комичар, сценариста и редитељ.
- 1952 — Франсис Фукујама, амерички друштвени аналитичар и политички коментатор.
- 1953 — Роберт Пикардо, амерички глумац.
- 1958 — Сајмон Ле Бон, енглески музичар, најпознатији као певач групе Duran Duran.
- 1961 — Маргарет Мацантини, италијанска глумица.
- 1964 — Жарко Петровић, српски одбојкаш. (прем. 2007)
- 1971 — Теодорос Загоракис, грчки фудбалер и политичар.
- 1972 — Сантијаго Ботеро, колумбијски бициклиста.
- 1972 — Беки Кол, аустралијска музичарка.
- 1972 — Марија Мутола, мозамбичка атлетичарка.
- 1975 — Предраг Дробњак, црногорски кошаркаш.
- 1976 — Александар Нађфеји, српски кошаркаш.
- 1978 — Ванеса Меј, британско-тајландска виолинисткиња и алпска скијашица.
- 1979 — Ивица Илиев, српски фудбалер.
- 1983 — Марко Девић, украјинско-српски фудбалер.
- 1984 — Кели Озборн, енглеска музичарка и глумица.
- 1984 — Данијел Субашић, хрватски фудбалски голман.
- 1986 — Лу Вилијамс, амерички кошаркаш.
- 1989 — Јована Гавриловић, српска глумица.
- 1992 — Стефан ел Шарави, италијански фудбалер.
- 1994 — Огњен Добрић, српски кошаркаш.
- 1997 — Лонзо Бол, амерички кошаркаш.

## Смрти
- 927 — Етелстан Сјајни, енглески краљ. (рођ. 894)
- 1430 — Витолд, литвански владар. (рођ. 1350)
- 1439 — Алберт II Немачки, краљ Немачке, Угарске и Чешке. (рођ. 1397)
- 1447 — Улуг-бег, тимуридски владар, астроном, математичар и султан. (рођ. 1394)
- 1485 — Родолфус Агрикола, холандски хуманиста. (рођ. 1444)
- 1505 — Иван III Васиљевич, руски владар. (рођ. 1440)
- 1553 — Мигел Сервето, шпански лекар и теолог. (рођ. 1511)
- 1605 — Акбар Велики, могулски владар. (рођ. 1542)
- 1968 — Лиза Мајтнер, аустријски физичар. (рођ. 1878)[4]
- 1980 — Џон хазбрук ван Влек, амерички физичар и математичар. (рођ. 1899)
- 1990 — Уго Тоњаци, италијански филмски глумац. (рођ. 1922)
- 1995 — Слободан Селенић, српски књижевник. (рођ. 1933)[5]
- 2004 — Зденко Руњић, хрватски композитор. (рођ. 1942)
- 2008 — Јасмина Пуљо, преводилац, балерина, учитељ јоге, прва јогина у Југославији. (рођ. 1915)
- 2010 — Нестор Киршнер, аргентински политичар. (рођ. 1950)
- 2011 — Радомир Константиновић, српски књижевник и филозоф (рођ. 1928)[6]
- 2013 — Лу Рид, амерички кантаутор, гитарист, продуцент и глумац. (рођ. 1942)

## Празници и дани сећања
- 1843 — У Србији основана државна пошта.
- 1935 — Пуштен у саобраћај железничко-друмски „Панчевачки мост Краља Петра II“ на Дунаву код Београда.
- 1991 — Совјетска република Туркменистан прогласила независност од СССР.
- Српска православна црква данас прославља
  - Преподобна мати Параскева - Света Петка